# Ozaly vára
Ozaly vára (horvátul: Stari grad Ozalj) a Zrínyi család ősi fészke Ozalj városában. A várban ma a városi múzeum működik gazdag régészeti, kultúrtörténeti és néprajzi gyűjteménnyel.

## Fekvése
Károlyvárostól 18 km-re északra, Ozaly városának központjában, a Kulpa bal partján emelkedő sziklán áll. Az egykori várpalota alatti vasúti alagútban halad el a Kulpa menti vasútvonal.

## Története
Kedvező földrajzi fekvésének köszönhetően a Kulpa bal partján emelkedő sziklán már a történelem előtti időben is emberi település volt. A sziklába vájt üregek máig a legősibb feltárt emberi lakhelyei az ország eme részének. A vár északi udvarában egy kis méretű kora román templom maradványa is előkerült, mely szintén egyike a pannon térség legősibb egyházi építményeinek. A régészeti leletek arra utalnak, hogy ez a hely a történelem előtti időktől fogva a római korban, majd a kora középkorban a település első említéséig is folyamatosan lakott volt. Ozaly települést 1244-ben már szabad királyi városként említik először. A Kulpa bal partján emelkedő sziklán álló várat 1278-tól említik a Babonicsok birtokaként. 1327-ben lázadó birtokosaitól a király elvette és a szlavón bán igazgatása alá rendelte. Zsigmond 1398-ban 42 ezer forintért gróf Frangepán Miklósnak adta, majd rokoni kapcsolat révén 1550-től a Zrínyieké lett, akik 1671-ig, gróf Zrínyi Péter kivégzéséig birtokolták. A vármúzeumban látható az a kard, amellyel Zrínyi Pétert és Frangepán Ferencet Bécsújhelyen lefejezték. Ekkor a várat könyörtelenül kifosztották. 
Zrínyi Miklós, a szigetvári hős palotát építtetett a várban, mely 1556-ban lett készen. Erre emlékeztet az épület emeleti részén látható 'NICO COM ZR 1556' (Nicolaus comes Zriniensis 1556) felirat. Zrínyi Ádám halála után az udvari kamara a várat és birtokait a Petazzyaknak adta el. 1725-ben Rajmund Perlas, majd 1766-ban Batthyány Tódor vásárolta meg, akik a várat teljesen átépítették. Az épületegyüttes ekkor nyerte el mai barokk formáját. Utolsó magántulajdonosa a német Thurn und Taxis család volt, akik 1872-ben vásárolták meg. Albert herceg 1928-ban a Horvát Sárkányrendnek adományozta, mely máig a vár tulajdonosa.

## A vár mai állapota
A vár egy részét már teljesen felújították, de jelenleg is folynak a munkálatok. Emiatt a múzeum időnként zárva tart. A vár előtt kisebb parkoló is található. Innen a várárkot átívelő, a 19. századig mozgatható felvonóhídon jutunk a vár belsejébe. A híd középső oszlopa valójában egy korábban, faragott kőből épült őrtorony maradványa. A főbejárat kaputornya 1599-ben épült, erről tanúskodik a lábazat jobb szegletében látható felirat. Első emelete Zrínyi-időkből származik, a második emeletet pedig Perlas Ferenc gróf (1743-1753) építtette. A torony alatt van egy boltíves átjáró, melyben jobb oldalán, az alsó részen láthatjuk a korábbi pincék bejáratát. A kaputoronyhoz balról kapcsolódik egy kisebb, 15. századi félköríves torony, egykor valószínűleg őrhely volt.
A falakat öt félköríves torony erősítette. Az udvari részen látható az egykori tulajdonos Frangepánok oroszlános címere. Jó állapotban maradt fenn a Zrínyi Miklós által 1556-ban építtetett két szintes várpalota, melynek belső falait értékes freskók díszítik korabeli glagolita és latin betűs feliratokkal. A palotát később, a 18. századtól magtárként használták, így ma is magtárnak nevezik. A várnak ezen része alatt van az alagút, amelyen a vonatok áthaladtak a múlt század elején. A palota első emeleti bejárati ajtaja felett a „NICO.CO:ZR:1556” felirat látható. A védőtoronytól jobbra vezet a főbejárat a vár udvarára. A torony alatt a sziklában 1971-ben egy bronz emléktáblát helyeztek el Zrínyi Péter és Frangepán Ferenc Kristóf kivégzésének 300. évfordulója emlékére. Ugyanezen a falon látható a Frangepánok 15. századi címere. A várudvaron a jobb oldalon láthatjuk azt a kerek tornyot, melyet egykor a város lakói voltak kötelesen fenntartani.  A toronyhoz déli szárnyat a 18. században építették hozzá, ám ennek a szárnynak az alagsori szobái a Zrínyiek idejére nyúlnak vissza. A kerek torony alagsorában 1960-ig vízkiömlő nyílás volt, amely azt jelenti, hogy ez a helyiség egykor konyhaként szolgált. A keleti szárnyban található az Ozalyi Városi Múzeum, amelynek története valójában 1885-ben kezdődik, amikor az első régészeti ásatásokat végeztél Ozaly óvárosa közelében.
Az északi szárnyat egy kő tornácon keresztül lehet megközelíteni, amely egyben a 18. századból származó kicsi várkápolna előcsarnoka is, de a vár papját már 1501-ben említik, amely azt jelenti, hogy a kápolna már korábban is létezett. A gótikus Szent Antal-kápolna épülete a vár szerkezetétől teljesen elkülönülve áll, de bizonyos, hogy egykor nem egymagában állt. A kápolna gótikus ajtófélfái és gótikus ablakai megmaradtak, de az épület egyébként romosan áll. A kápolna mellett a vár udvari homlokzatán még látszanak az egykori épületek gótikus íveinek maradványai. Az északi szárny mérete és szobáinak száma a legnagyobb. Az emeleten a 18. századból származó kőlépcsők vannak, a folyosókon pedig megőrizték a 18. századi eredeti kovácsoltvas ajtók egy részét, valamint a második emeleti helyiségek famennyezetét. A várfalak mentén utak, a falak és az épületszárnyak között udvarok, zöldterületek és teraszok vannak kialakítva. Különösen a keleti teraszról nyílik gyönyörű kilátás Ozaly egy részére és a Kulpa-folyóra egészen az Ozalyi-vízesésig, a vízerőműig, majd utána Trg faluig.

## Galéria
- A kaputorony
- Látkép
- A vár renovált része
- A várhoz vezető híd
- A vár 1909-ben
- A vár alatti vasút